# 핏사눌록 공항
핏사눌록 공항(태국어: ท่าอากาศยานพิษณุโลก, 영어: Phitsanulok Airport, IATA: PHS, ICAO: VTPP)은 태국의 핏사눌록 주의 주도인 핏사눌록에 있는 공항이다. 이 공항은 도심 지역 남쪽에 위치해 있다.

## 운항 노선

### 국내선
| 항공사 | 목적지         |
| ------ | -------------- |
| 녹에어 | 방콕, 치앙마이 |
| 칸에어 | 치앙마이       |